# Michael Lorenz (Geistlicher)
Michael Lorenz (* 31. August 1828 in Straubing; † 30. Oktober 1901 in Waldsassen) war ein bayrischer römisch-katholischer Geistlicher, Klosteradministrator, Seelsorger, Bezirkspolitiker und Wohltäter. Er gilt als Mitbegründer der Zisterzienserinnenabtei Waldsassen.

## Leben

### 1828–1864
Lorenz wuchs in Straubing auf, ging bei seinem Vater in die Schuhmacherlehre, besuchte dann Höhere Schulen, studierte in München und trat 1853 in das Priesterseminar Regensburg ein. Nach seiner Priesterweihe 1855 amtierte er sehr erfolgreich in Kirchberg (Oberbayern), Tunding und (ab 1860) in Landshut (als Provisor der Stadtpfarrei St. Nikola). Dort war er gleichzeitig Beichtvater im Kloster Seligenthal und beförderte (nach einer Informationsreise durch die Schweizer Zisterzienserinnenklöster) die Reform des Klosterlebens. 1864 war er kurzzeitig Beichtvater des Klarissenklosters Viehhausen.

### 1864–1901
Als 1864 das Kloster Seligenthal Priorin Cäcilia Schmid (* 30. April 1824 in Rieden; † 2. Oktober 1895 in Waldsassen) mit drei Schwestern nach Waldsassen schickte, um mit Unterstützung des Bischofs Ignatius von Senestrey das seit 1803 ausgestorbene Zisterzienserkloster wieder zu beleben, ging Lorenz mit und fungierte als Beichtvater, geistlicher Leiter, Leiter der zu gründenden Schulen und Erziehungsinstitute, sowie als Administrator (bis 1884, dann 1891 bis 1901) des 1865 mit 15 Schwestern besiedelten Klosters (einschließlich Noviziat). Das Klostergebäude und mehrere Anwesen kaufte er (unter Anhäufung hoher Schulden) auf seinen Namen. Er gründete einen genossenschaftlichen christlichen Bauernverein, ferner eine Marianische Kongregation, und wirkte rastlos in allen Bereichen des klösterlichen und öffentlichen Lebens, nicht zuletzt im Kulturkampf als engagierter Prediger und Redner gegen das Deutsche Reich. 1876 wurde er als „Landrat“ in die Kreisvertretung der Oberpfalz gewählt. Als volksverbundener, stets hilfsbereiter, persönlich anspruchsloser Mensch, der (nach dem Vorbild der Alfons von Liguori, Vinzenz von Paul und Clemens Maria Hofbauer) immer mit äußerstem Einsatz wirkte, erwarb sich Lorenz hohes Ansehen. Zu seiner Beisetzung 1901 in Waldsassen nach 37 Jahren Tätigkeit im Dienste des Klosters (mit inzwischen über 100 Nonnen) fanden sich zahlreiche Trauergäste ein (es wurden 6000 Sterbebildchen gedruckt). Zu seinem 100. Geburtstag 1928, wie auch noch zu seinem 100. Todestag 2001, gab es aufwendige Feierlichkeiten, die ihn als Wiederbegründer des Klosters Waldsassen würdigten.